# Kosong
Kosŏng est une ville portuaire de la Corée du Nord, située sur la mer de Corée orientale (également appelée mer de l'est et, par les Japonais, mer du Japon). Kosŏng est l'une des principales villes de la province de Kangwon.
La population de la ville est estimée à 61 277 habitants.
Un navire de la compagnie Hyundai Asan établit la liaison entre la Corée du Sud et Kosong, où débarquent les touristes sud-coréens visitant les monts Kumgang.

## Historique des députations de la circonscription de Kosŏng (483e)
- XIe législature (2003-2009) : Pak In Ju (en chosŏn'gŭl : 박인주)
- Xe législature (2009-2014) : Hong Sok Jin (en chosŏn'gŭl : 홍석진)
- XIIIe législature (2014-2019) : Kim In Bok (en chosŏn'gŭl : 김인복)